# Immunoresistència
La immunoresistència és la capacitat del sistema immunitari o immunològic (del llatí in-mūn(itātem) 'sense obligació' i del grec sýn σύν 'amb', 'unió', 'sistema', 'conjunt') de fabricar defenses (anticossos) enfront de qualsevol element que identifica com estrany al nostre organisme (antígens). Aquest terme s'utilitza especialment quan el sistema immunològic fabrica anticossos contra un fàrmac fent que ens tornem resistents a aquest, el que comporta la pèrdua de la seva eficàcia.
Les cèl·lules implicades són els limfòcits B, T i les cèl·lules plasmàtiques. Aquestes identifiquen els cossos estranys i fabriquen anticossos per destruir-los.

## Fisiologia

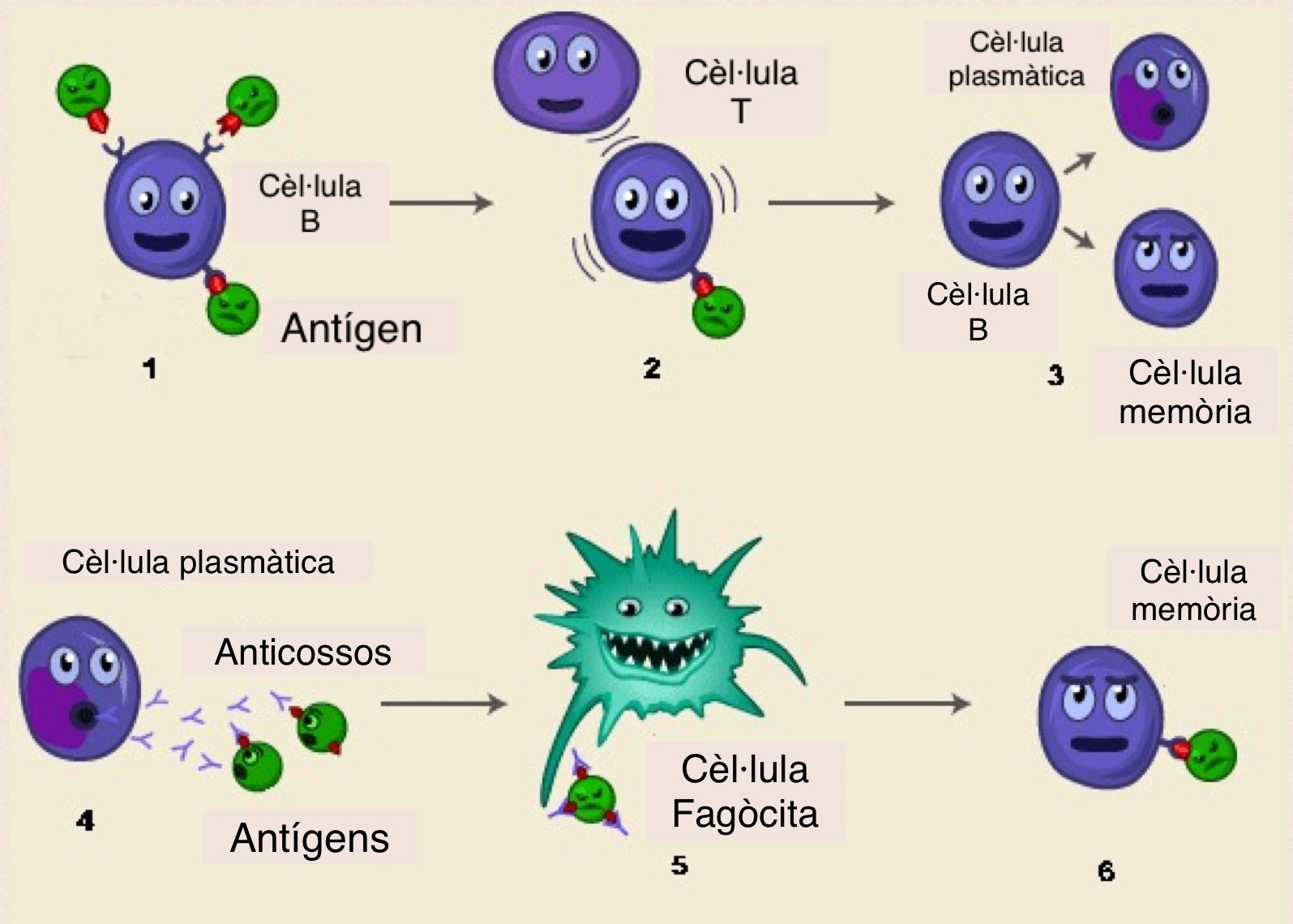
Procés de síntesi d'anticossos.

Per entendre la fisiologia de la immunoresistència cal conèixer el mecanisme de fabricació d'anticossos per part del nostre sistema immunitari.
Davant l'entrada de qualsevol element estrany a l'organisme (antígens) el nostre sistema immunitari posa en funcionament aquest mecanisme per tal de defensar-nos enfront d'ell. Aquest sistema es divideix en cinc fases: presentació de l'antigen, activació del limfòcit B, síntesi dels anticossos, memòria immunològica i fagocitosi:

### Presentació de l'antigen
En al primera fase entra un antigen dins el nostre organisme i s'inicia tot el procés. Els limfòcits B en reconèixer aquest element estrany a l'organisme el "presenten" als limfòcits T.

### Activació dels limfòcits B
En la segona fase els limfòcits T elaboren una resposta específica per aquest antigen i activen als limfòcits B perquè siguin capaços de dur a terme aquesta resposta davant de l'antigen.

### Síntesi dels anticossos
En la tercera fase alguns dels limfòcits B es transformen en cèl·lules plasmàtiques les quals fan la síntesi dels anticossos. Aquests anticossos sortiran a la sang on s'uniran a l'antigen que ha provocat la seva síntesi.

### Memòria immunològica
En la quarta fase, paral·lelament a la transformació d'alguns dels limfòcits B en cèl·lules plasmàtiques, alguns dels altres limfòcits B es transformen cèl·lules memòria. Aquestes cèl·lules tenen la funció de recordar el tipus d'anticossos que s'ha creat per aquest antigen concret, de manera que quan torni a entrar dins del nostre organisme aquest element estrany, es crearan els anticossos que es troben en les cèl·lules memòria. D'aquesta manera ja no caldrà fer tot el procés de fabricació de nous anticossos perquè el nostre sistema immunològic ja sap fabricar un que és eficaç. Això se'n diu memòria immunològica.

### Fagocitosi
En la cinquena fase apareixen els macròfags, els quals eliminen de la sang mitjançant fagocitosi a qualsevol antigen marcat per anticossos. D'aquesta manera els elements estranyes queden eliminats del nostre organisme.

### Cèl·lules implicades en la resposta immunitària
El sistema immunitari és una xarxa complexa de cèl·lules i òrgans que treballen junts per defensar a l'organisme de substàncies estranyes. Quan es detecta una substància d'aquestes dins de l'organisme es posen a treballar diferents tipus de cèl·lules, això s'anomena resposta immunitària.
Els limfòcits són les cèl·lules principals del nostre sistema immunitari. Aquests es divideixen principalment en dos tipus: B i T.
Els limfòcits T són cèl·lules programades per reconèixer, respondre i recordar antígens. Elaboren la informació necessària per fabricar els anticossos específics i donen l'ordre als limfòcits B per fabricar-los.
Els limfòcits B produeixen anticossos que reconeixen antígens i s'adhereixen a ells. Cada limfòcits B està programat per fer uns anticossos específics. Quan una cèl·lula B es troba amb l'antigen enfront del qual té la capacitat de fabricar anticossos, es transforma en moltes cèl·lules plasmàtiques. Cada cèl·lula plasmàtica és bàsicament una fàbrica de producció d'anticossos. Cada anticòs correspon a un únic antigen. Un cop l'anticòs i l'antigen ha coincidit, aquest últim queda marcat per a la seva destrucció. Altres limfòcits B, en comptes de transformar-se en cèl·lules plasmàtiques passen a ser cèl·lules memòria.
Els macròfags són altres tipus de leucòcits. Aquests formen la primera línia de defensa del nostre cos i compleixen moltes funcions. Són els primers a detectar i envoltar antígens. Descomponen les substàncies i presenten les proteïnes més petites d'aquestes als limfòcits T, els quals s'encarregaran d'elaborar anticossos per aquest antigen. Els macròfags també s'encarreguen de destruir i eliminar tots aquells elements estranys (antígens) que han estat 'marcats' (units) a anticossos específics creats contra ells. Això els permet identificar-los per destruir-los.

## Immunoresistència a malalties
La fabricació d'anticossos enfront d'agents causants de malalties és més coneguda com a procés de resposta immunitària o immunització.

### Immunoresistència adquirida passiva
La immunoresistència adquirida passiva són les defenses que adquirim al néixer. El nounat rep les defenses maternes i les manté fins al cinquè o sisè mes de vida. Passat aquest període ja és capaç de fabricar les seves pròpies defenses i, per tant, perd les que havia heretat de la seva mare. En cas que no hagi fabricat les seves pròpies defenses, tindrà una immunodeficiència innata per manca de immunoresistència a qualsevol microorganisme. Aquest individu queda exposat a patir múltiples malalties infeccioses ("nen bombolla"). La immunodeficiència innata és provocada per malalties que afecten els limfòcits B i T que s'encarreguen de la fabricació dels anticossos.

### Immunoresistència adquirida activa

#### Immunoresistència adquirida natural
La immunoresistència adquirida natural, també coneguda com a immunitat adquirida, és la defensa que crea el nostre sistema immunitari un cop ha entrat amb contacte amb la malaltia. Després d'haver contactat per primer cop amb un microorganisme, el nostre sistema immunològic guarda a les cèl·lules memòria la capacitat de fabricar anticossos contra aquest, de manera que quan torni a entrar en contacte no provocarà infecció: és la memòria immunològica específica que rebutja el microorganisme en contactar per segon cop.

#### Immunoresistència adquirida artificial (vacunes)
La immunoresistència adquirida artificial és la provocació voluntària de l'inici del procés de fabricació d'anticossos enfront de microorganismes sense patir la infecció. Això s'aconsegueix per mitjà de les vacunes. Quan ens vacunem estem introduint una part o la totalitat del microorganisme, però inactiu, de manera que és inofensiu per l'organisme. Això va a parar als limfòcits T els quals activen els limfòcits B per fabricar un anticòs específic per aquest microbi. D'aquests, alguns es transformen en cèl·lules memòria i emmagatzemen la informació d'aquests anticossos. D'aquesta manera quan entra el microorganisme actiu es desencadena automàticament la seva producció i així el microorganisme serà destruït.

## Immunoresistència a medicaments. Fracàs de les teràpies biològiques
Durant els últims anys s'han generat una nova classe de medicaments que actuen directament sobre el sistema immunològic. Això permet tractar malalties del mateix (malalties auto-immunes). Aquests nous medicaments tenen un alt percentatge d'eficàcia i han millorat molt la qualitat i l'esperança de vida de les persones que les pateixen. Malgrat això, amb el pas del temps, el nostre sistema autoimmune pot fabricar anticossos contra aquests fàrmacs, provocant la pèrdua de la seva eficàcia; creen immunoresistència.
Els medicaments que sovint provoquen aquests efectes anticossos monoclonals. Alguns exemples de medicaments d'aquest tipus són infliximab, adalimumab…